# Bolesław Radomski (duchowny)
Bolesław Radomski (ur. 31 października 1904 w Jaśle, zm. 27 września 1956) – polski duchowny katolicki, teolog, profesor Katolickiego Uniwersytetu Lubelskiego i Uniwersytetu Warszawskiego, od 1949 dziekan Wydziału Teologii KUL.

## Życiorys
Syn Michała i Józefy z Heymów Radomskich. W latach 1916–1918 był uczniem III Gimnazjum im. Jana III Sobieskiego w Krakowie. W latach 1918–1921 odbył naukę w Państwowej Szkole Realnej w Tarnobrzegu. Tam uzyskał maturę. Od 1921 studiował na Politechnice Lwowskiej. Przerwał te studia i wstąpił do Seminarium Duchowego we Lwowie. Równocześnie podjął studia na Wydziale Teologicznym Uniwersytetu Lwowskiego, w trakcie których, po dwóch latach, zaczął studiować na Uniwersytecie Gregoriańskim w Rzymie. Uzyskał tam w 1925 doktorat w zakresie filozofii. W 1928 na podstawie rozprawy pt. De ecclesiastica interpretatione dogmatis liberi arbitrii otrzymał stopień doktora teologii. Uzyskał także doktorat na Studium św. Tomasza.
6 listopada 1927 otrzymał we Lwowie święcenia kapłańskie. W latach 1929–1930 był wikariuszem parafii św. Wawrzyńca w Żółkwi a w latach 1930–1932 wikariuszem parafii św. Anny we Lwowie i zarazem prefektem Gimnazjum Żeńskiego im. Juliusza Słowackiego we Lwowie. Napisał dzieło pt. Principia doctrinae de ordine mundi, które nie zostało przyjęte przez Wydział Teologiczny Uniwersytetu Jana Kazimierza jako rozprawa habilitacyjna.
W latach 1933–1939 był asystentem na Wydziale Teologicznym Uniwersytetu Jana Kazimierza. W latach 1933–1934 prowadził badania naukowe w Bibliotheca Vaticana, Bibliotheca Ambrosiana w Mediolanie, w Bibliotheque Nationale w Paryżu oraz w British Museum, w wyniku których napisał rozprawę pt. Marka Efeskiego nauka o zbawieniu.
Podczas okupacji był kapelanem sióstr felicjanek we Lwowie. W wyniku prowadzonej przezeń pracy naukowej powstały dzieła pt. Platonizm religii greckiej i Trudności kulturowe rosyjskiego problemu misyjnego.
Po zakończeniu wojny wyjechał ze Lwowa i osiedlił się w Łodzi. W maju 1945 uzyskał na Wydziale Teologii Katolickiej Uniwersytetu Warszawskiego habilitację. Od jesieni 1945 był wykładowcą w Seminarium Duchownym w Łodzi i wykładowcą teologii pozytywnej na Wydziale Teologii Katolickiej Uniwersytetu Warszawskiego.
W 1946 otrzymał nominację na kierownika katedry i sekcji teologii fundamentalnej Katolickiego Uniwersytetu Lubelskiego. Prowadził tam wykłady z teologii fundamentalnej i historii religii. W 1947 został mianowany przez ministra oświaty profesorem nadzwyczajnym. W 1954 Senat KUL złożył wniosek o mianowanie go profesorem zwyczajnym. W 1949 został dziekanem Wydziału Teologicznego KUL.
Pod jego kierunkiem stopień doktora uzyskali: ks. Stanisław Nagy, ks. H. Bogacki, ks. E. Tomaszewski, ks. J. Tatarczak, ks. J. Krajewski, ks. B. Efner, ks. E. Rosieński. Pisanie rozprawy doktorskiej pod jego kierunkiem rozpoczął ks. Czesław Bartnik.
Zmarł 27 września 1956 śmiercią tragiczną potrącony przez samochód. Został pochowany na cmentarzu przy ul. Lipowej w Lublinie.